# Angatupyry
Angatupyry en la mitología guaraní es el espíritu del bien creado por Tupá. Juntamente con Tau (espíritu del mal) guían a Rupavé y Sypavé (padre y madre de la humanidad) y a sus descendientes (la humanidad) por los caminos de la vida.